# Турі Ферро
Сальваторе «Турі» Ферро (італ. Salvatore (Turi) Ferro; 10 січня 1921, Катанія, Королівство Італія — 10 травня 2001, Сант'Агата-лі-Баттіаті, Італія) — італійський актор кіно, телебачення та театру.

## Біографія
Ферро, який народився в Катанії, заснував власну театральну компанію в 1953 році разом зі своєю дружиною, актрисою Ідою Каррара. Пізніше він поставив велику кількість творів сицилійських авторів. Він був одним із співзасновників Театру Stabile di Catania. Серед його сценічних робіт — роботи у виставах Роберто Росселліні та Джорджо Стрелера.
З початку 1970-х років він почав з'являтися на телебаченні RAI у популярних і успішних серіалах. Його кар'єра в кіно менш плідна (він знявся лише в 33 фільмах між 1962 і 1998 роками), але включає в себе помітні ролі в таких популярних фільмах, як Мафіозо «Ображена честь Мімі-металурга» та Ігнаціо «Підступність». У 1974 році він отримав спеціальну нагороду Давида ді Донателло за «цінність і успіх своїх виступів».
Кінорежисер Ліна Вертмюллер назвала його «найвидатнішим сицилійським актором після Анджело Муско».
Помер від інфаркту міокарда.

## Вибрана фільмографія
- 1965 — Я її добре знав / Io la conoscevo bene
- 1972 — Ображена честь Мімі-металурга / Mimì metallurgico ferito nell'onore
- 1973 — Підступність / Malizia
- 1974 — Гувернантка / La governante